# Octobre 1986

## Événements
- 1er octobre, France : ouverture de la troisième tranche du Forum des Halles à Paris[1].
- 2 octobre :
  - France : Alain Poher est réélu à la présidence du Sénat.
  - France : François Mitterrand refuse de signer l’ordonnance sur la nouvelle carte électorale[1].
  - Inde : le Premier ministre indien Rajiv Gandhi échappe aux balles de revolver tirées par un terroriste sikh[1].
- 3 octobre :
  - URSS : le sous-marin nucléaire lanceur d'engins soviétique K-219 coule au large de la côte nord-américaine (6 morts) [1].
  - Espagne : le Parlement de Catalogne adopte à l'unanimité une résolution priant instamment le Conseil exécutif de la Généralité de Catalogne (le gouvernement catalan) de coordonner les organismes pertinents, afin d'étudier et assembler les efforts pour créer un nouveau circuit permanent de vitesse à Barcelone.

- 4 octobre : inauguration du barrage de l’Escaut oriental (Oosterscheldekering) par la reine Beatrix des Pays-Bas.
- 5 octobre :
  - début de la visite du pape Jean-Paul II à Lyon[1].
  - le funambule Philippe Petit franchit les chutes du Niagara sur un câble tendu à 53 mètres de hauteur[1].
  - URSS : libération du physicien et dissident soviétique Youri Fiodorovitch Orlov [1].
- 6 octobre : Garry Kasparov conserve son titre de champion du monde des échecs face à Anatoli Karpov [1].
- 7 octobre : lancement du nouveau quotidien britannique The Independent[2].
- 8 octobre
  -  Québec : Première remise des prix Gascon-Roux du TNM.
- 10 octobre : Javier Pérez de Cuéllar est réélu Secrétaire général des Nations unies.

- 11 octobre : entrée en vigueur de la Convention pour la Protection et le Développement de l'Environnement marin de la région de la Grande Caraïbe, dite Convention de Carthagène, seul traité environnemental régional obligatoire.

- 11 - 12 octobre : échec du sommet de Reykjavik avec l’Union soviétique sur le désarmement.

- 12 octobre (Formule 1) : le Grand Prix automobile du Mexique est remporté par le pilote automobile autrichien Gerhard Berger.

- 13 octobre : le Prix Nobel de la paix est attribué à Elie Wiesel. Le Prix Nobel de médecine est attribué à l’Italienne Rita Levi-Montalcini et à l'Américain Stanley Cohen.
- 14 octobre : la France expulse par charter vers Bamako 101 Maliens en situation irrégulière[1].
- 15 octobre :
  - Suède : le Prix Nobel de physique est attribué aux Allemands Ernst Ruska, Gerd Binnig et au suisse Heinrich Rohrer. Le Prix Nobel de chimie est attribué aux Américains Dudley Robert Herschbach et Yuan Tseh Lee et au Canadien John Charles Polanyi.
  - Israël : l’Organisation de libération de la Palestine revendique un attentat à la grenade au pied du Mur des Lamentations faisant un mort et 70 blessés à Jérusalem [2].
  - Bangladesh : victoire de Hossain Mohammad Ershad aux élections présidentielles [2].
- 16 octobre : Le Prix Nobel de littérature est attribué au Nigérian Wole Soyinka et le Prix Nobel d’économie est décerné à l'Américain James M. Buchanan.
- 17 octobre : le Comité international olympique choisit Barcelone pour l’organisation des Jeux olympiques d'été de 1992 et Albertville (Savoie) pour l’organisation des Jeux olympiques d’hiver de 1992.

- 19 octobre : mort du président du Mozambique Samora Machel[3] dans un accident d’avion.
- 20 octobre, Israël : Yitzhak Shamir succède à Shimon Peres à la tête du gouvernement de coalition.
- 21 octobre : indépendance des Îles Marshall.
- 22 octobre : adoption du Tax Reform Act aux États-Unis ; après trois semaines de débat au Congrès, la loi a été adoptée par quatre-vingt-dix-sept voix contre trois au Sénat. Les démocrates Ted Kennedy, Al Gore, John Kerry et Joe Biden ont vote « oui »[4].
- 23 octobre, République centrafricaine : l’ex-président Jean-Bedel Bokassa parvient à quitter le territoire français pour rejoindre Bangui où il est immédiatement arrêté[1].
- 24 octobre : le Premier ministre du Royaume-Uni Margaret Thatcher décide la rupture des relations diplomatiques de son pays avec la Syrie[1].

- 26 octobre (Formule 1) : le Grand Prix automobile d'Australie est remporté par le pilote automobile français Alain Prost  qui devient champion du monde pour la seconde fois.

- 27 octobre : 
  - Le pape Jean-Paul II réunit à Assise les représentants de toutes les religions, en un « sommet » en faveur de la paix et de la fraternité universelle.
  - Big Bang à la bourse de Londres. La City, centre du marché des eurodollars, doit se réformer et céder à l’esprit du temps favorable au marché : les commissions fixes sont remplacées par des rémunérations variables ; la distinction établie entre jobbers (grossistes en actions) et brokers (courtier ou agent de change) est abolie ; les firmes étrangères peuvent prendre pied aisément à la bourse de Londres ; la place financière travaille désormais en continu.

- 29 octobre
  - Laos : le président Souphanouvong démissionne et passe le pouvoir au Laos. La situation économique est si catastrophique que le nouveau gouvernement de Kaysone Phomvihane engage une politique de libéralisation économique et de privatisations, pour réduire sa dépendance vis-à-vis du Viêt Nam.
  - France : Serge Dassault devient Président directeur général de Marcel Dassault – Breguet Aviation [1].

- 30 octobre], Arabie Saoudite : le roi Fahd destitue son ministre du Pétrole Ahmed Zaki Yamani[1].

## Naissances
- 2 octobre : Camilla Belle, actrice américaine.
- 3 octobre : Shirley Souagnon, comédienne et humoriste franco-ivoirienne.
- 4 octobre : Sara Forestier, actrice française.
- 9 octobre : Laure Manaudou, nageuse française.
- 10 octobre :
  - Nathan Jawai, basketteur australien.
  - Andrew McCutchen, joueur de baseball américain.
  - Pierre Rolland cycliste sur route français.
- 12 octobre : 
  - Tyler Blackburn, acteur américain.
  - Li Wenliang, médecin chinois († 7 février 2020).
- 13 octobre : Eva Berberian, mannequin, animatrice TV, styliste, actrice, auteur-compositeur-interprète française.
- 15 octobre : Nolito, footballeur espagnol (Séville FC) ;
- 16 octobre : Inna, chanteuse de dance-pop et danseuse roumaine.
- 17 octobre : Mohombi, chanteur, danseur, producteur, compositeur et auteur de pop et de musique africaine congo-suédois.
- 19 octobre : Mourad El Mabrouk, basketteur tunisien.
- 22 octobre : Kyle Gallner, acteur américain.
- 23 octobre : Jessica Stroup, actrice américaine.
- 24 octobre : 
  - Guillaume Chaine, judoka français.
  - Drake, rappeur, chanteur, acteur et musicien canadien.
- 27 octobre : Alba Flores, actrice espagnole.
- 30 octobre : Thomas Morgenstern, sauteur à ski autrichien.
- 31 octobre : Djo Kazadi Ngeleka, comédien, metteur en scène, auteur et humoriste congolais.

## Décès
- 3 octobre : Bruno Innocenti, sculpteur italien (° 4 février 1906).
- 6 octobre : Marie-Hélène Arnaud, comédienne et mannequin (° 24 septembre 1934).
- 8 octobre : 
  - Jacqueline Huet, actrice et présentatrice de télévision (° 20 octobre 1929).
  - Shadi Abdessalam, cinéaste égyptien (° 15 mars 1930).
- 11 octobre : Georges Dumézil, philologue, académicien français (fauteuil 40) (° 4 mai 1898)
- 15 octobre : Suicide de Jacqueline Roque, femme de Pablo Picasso
- 16 octobre : Arthur Grumiaux, violoniste belge (° 21 mars 1921).
- 27 octobre : Roland Piétri, metteur en scène français (° 1910).